# Jean le Vieux-Saxon
Jean le Vieux-Saxon ou Jean le Saxon (fl. vers 885 – 904) est un érudit de la fin du IXe siècle, actif à la cour d'Alfred le Grand.

## Biographie
Originaire de Saxe (la « Vieille-Saxe » pour les Anglo-Saxons installés en Angleterre), il est invité à la cour du Wessex par le roi Alfred le Grand vers le milieu des années 880. Avec Asser, Grimbald et d'autres, il forme un groupe d'intellectuels rassemblé par Alfred pour donner un nouveau souffle à la culture et à l'éducation dans son royaume. Jean apporte notamment son aide au roi dans sa traduction de la Règle pastorale du pape Grégoire le Grand.
Alfred récompense Jean en le nommant abbé du monastère qu'il a fondé sur l'île d'Athelney, dans le Somerset. Dans sa biographie d'Alfred, le moine Asser rapporte que Jean est victime d'une tentative d'assassinat fomentée par deux des moines de sa congrégation, d'origine franque. Il parvient à en réchapper et pourrait avoir abandonné par la suite son titre d'abbé, car il est décrit comme simple prêtre sur les chartes d'Édouard l'Ancien où il figure comme témoin. Il meurt à une date inconnue après 904, année de la dernière charte où apparaît son nom.
Le chroniqueur du XIIe siècle Guillaume de Malmesbury mentionne la tombe d'un « Jean l'érudit » dans son abbaye de Malmesbury. Bien que rien ne permette de relier Jean à cet établissement, il pourrait s'agir de la tombe du Vieux-Saxon, car ce prénom est rare dans l'Angleterre anglo-saxonne.